# Scott Sutter
Scott Lee Sutter (* 13. Mai 1986 in London) ist ein ehemaliger Schweizer Fussballspieler.

## Karriere
Der schweizerisch-britische Doppelbürger Scott Sutter, Sohn eines Schweizers und einer Engländerin polnischer Abstammung, spielte in seiner Jugendzeit bei Millwall, Aston Villa und Charlton und wechselte 2002 in die Schweiz zum Grasshopper Club. Das Nachwuchstalent schaffte in der Saison 2005/06 den Sprung vom Nachwuchs in die Stammelf des Grasshopper Club Zürich. Er gehörte zum Kader der Schweizer U-21-Nationalmannschaft. Im Juni 2009 wechselte er ablösefrei zum BSC Young Boys. Sein Vertrag in Zürich war ausgelaufen. Im März 2017 wechselte er zu Orlando City und im Januar 2019 zum Vancouver Whitecaps FC.
Im Herbst des Jahres 2006 trat Sutter aus der Schweizer U-21 zurück und gab öffentlich bekannt, dass er künftig nicht mehr für die Schweiz, sondern für England spielen wolle. Im August 2010 erhielt er ein Aufgebot des Schweizer Nationaltrainers Ottmar Hitzfeld für das Freundschaftsspiel gegen Australien und das EM-Qualifikationsspiel gegen sein Geburtsland England, das er entgegen früheren Aussagen, für England spielen zu wollen, annahm.
Im Mai 2020 beendete er seine Karriere.